# Messier 22
A Messier 22 (más néven M22 vagy NGC 6656) gömbhalmaz a Nyilas csillagképben.

## Felfedezése
Az M22 gömbhalmazt Abraham Ihle német amatőrcsillagász fedezte fel 1665-ben, aki foglalkozását tekintve postahivatalnok volt. Charles Messier 1764. június 5-én katalogizálta.

## Tudományos adatok
A halmazban mintegy 75 000 darab csillag között viszonylag kevés, 32 változócsillagot sikerült azonosítani. Többségük RR Lyrae típusú változócsillag. A legfényesebb csillagok fényessége kb. 11 magnitúdó. A halmaz átmérője 100 fényév körüli, és 149 km/s sebességgel távolodik tőlünk. Az M22 egyike annak a négy gömbhalmaznak, amelyben planetáris ködöt ismerünk.